# Monoprint

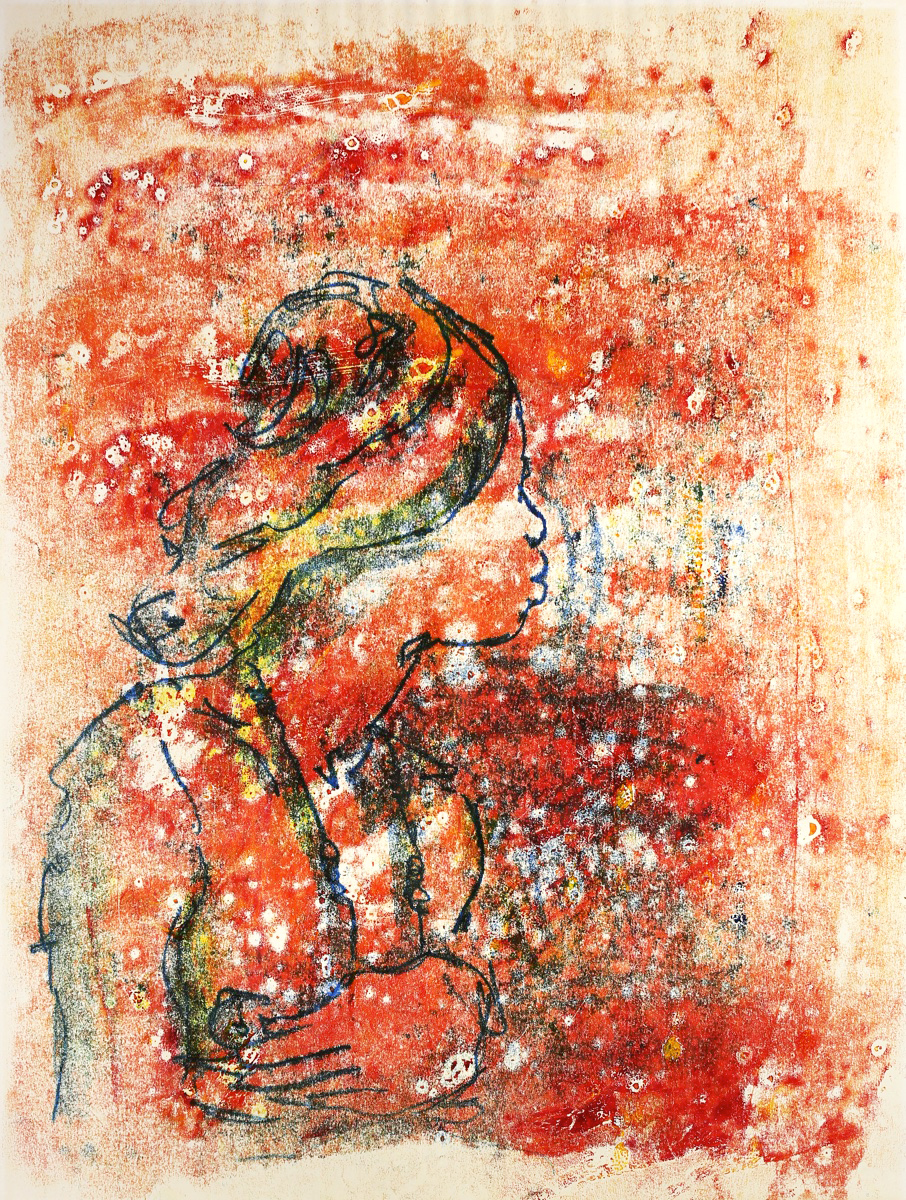
Monoprint in kleur uit 1995 door Jo Nin

Een monoprint of monotypie is een drukwerk dat, zoals de naam al zegt, slechts eenmaal gemaakt wordt. De meeste druktechnieken zijn juist bedoeld om een kunstwerk of stuk tekst vaker af te drukken.
Een monoprint wordt gemaakt door op een vlakke plaat met inkt of verf een afbeelding te maken. Die wordt afgedrukt door een vel papier erop te leggen en stevig aan te rollen of met de hand aan te drukken. Er is dan ook geen pers nodig zoals voor veel andere druktechnieken.

## Plaatmateriaal
Als plaatmateriaal kan een glasplaat gebruikt worden, maar ook een vel kunststof. Sommige kunstenaars gebruiken een zachter materiaal, van gelatine of een zogeheten gelli-plaat.

## Voordelen
Voor deze techniek kan worden gekozen om de uiteindelijke afbeelding qua lijnvoering minder 'getekend' te laten zijn. Het afdrukken zorgt voor een 'zachtere' lijn. Omdat de afbeelding spiegelbeeldig wordt, kan dit eveneens een reden zijn om een monotypie te maken. De afbeelding verliest zo het 'handschrift' van de maker. Een tekening heeft namelijk de neiging om (voor rechtshandigen) naar rechts te neigen. De afdruk zal dan naar links neigen en wordt daardoor als minder "automatisch" ervaren.

## Varianten
Een monoprint kan ook gemaakt worden door platte voorwerpen, zoals bladeren of koordjes, met verf te bestrijken en die op de plaat te leggen en vervolgens af te drukken.

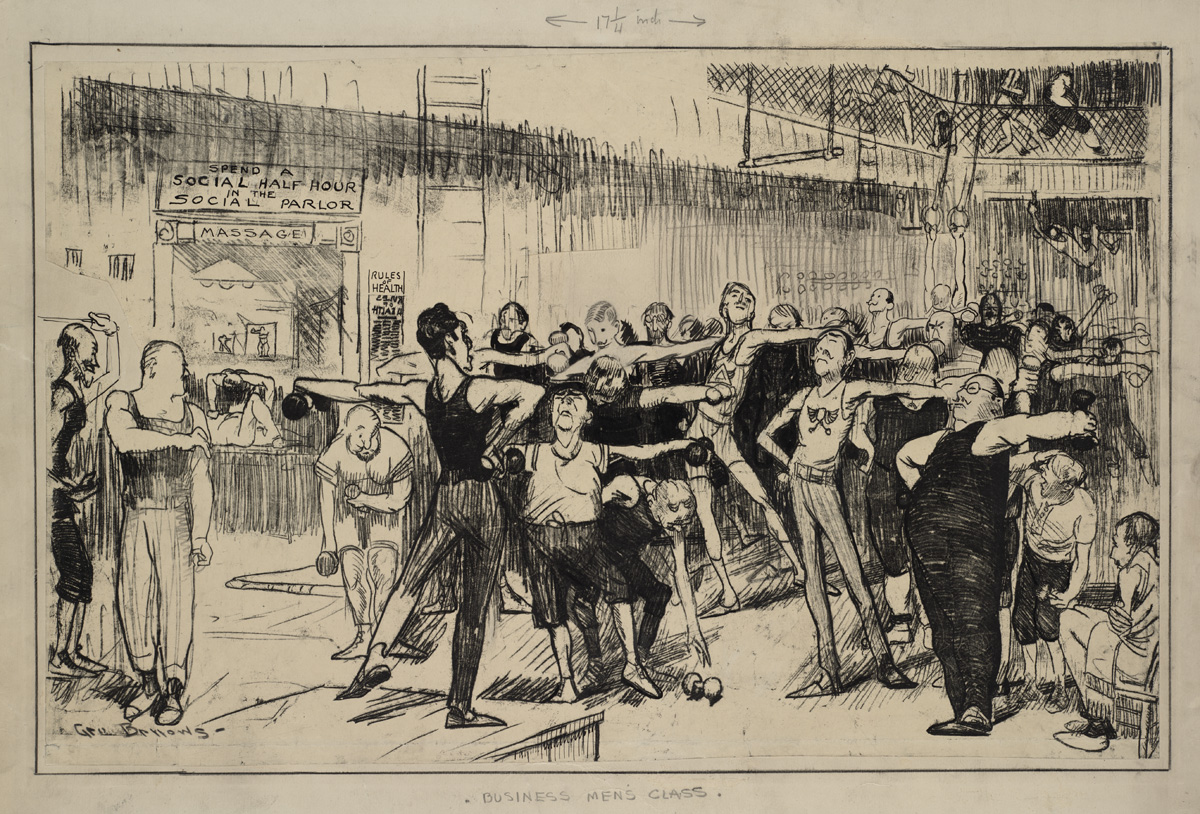
Monoprint van George Bellows, 1913
Monoprint van Maurice Prendergast, 1895
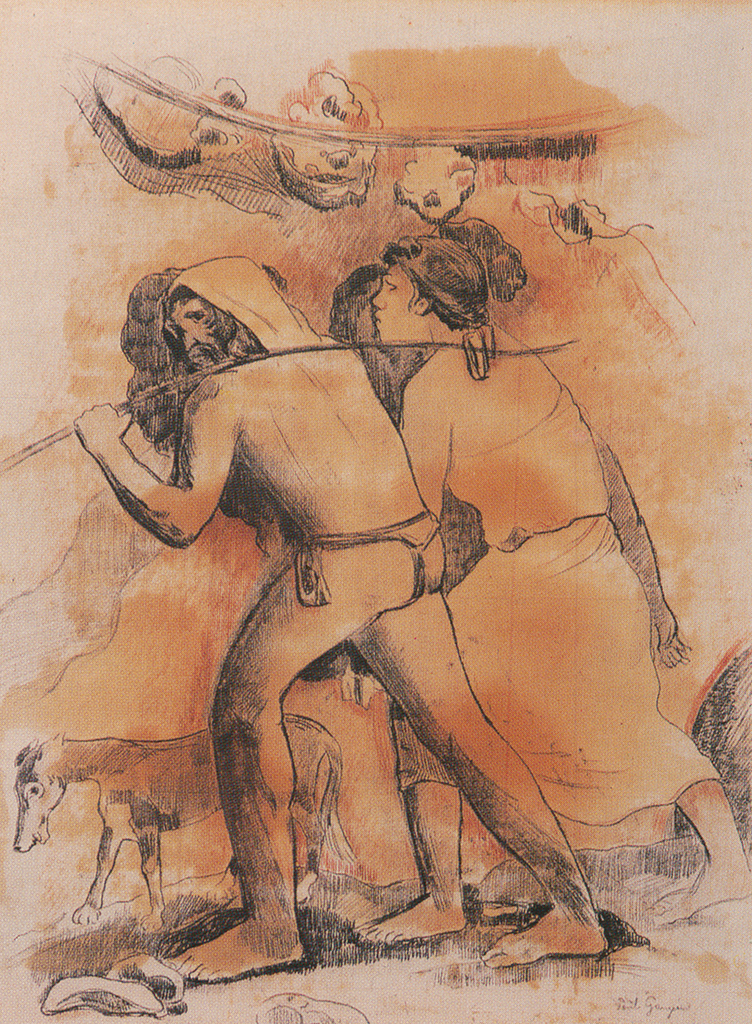
Monotype van Gauguin, 1900